# Peter Oskam
Peter Oskam (Den Haag, 5 januari 1960) is een Nederlands jurist, voormalig CDA-politicus en bestuurder. Sinds 19 december 2023 is hij griffier van de Tweede Kamer. Van 4 januari 2016 tot 19 december 2023 was hij burgemeester van Capelle aan den IJssel. Van 20 september 2012 tot 4 januari 2016 was hij lid van de Tweede Kamer.

## Levensloop

#### Maatschappelijke carrière
Oskam ging tot 1976 naar de mavo en tot 1978 naar de havo. Tot 1980 ging hij naar de Politieacademie. Tot 1982 ging hij in de avonduren naar het vwo en hij studeerde tot 1986 Nederlands recht, strafrechtelijke afstudeervariant aan de Erasmus Universiteit Rotterdam. Oskam werkte van 1980 tot 1986 als hoofdagent bij de gemeentepolitie van Den Haag. Van 1986 tot 1988 werkte hij als bedrijfsjurist bij het CBR en van 1988 tot 1992 als juridisch adviseur bij SRK Rechtsbijstand in Zoetermeer.
Daarna was Oskam van 1992 tot 2002 werkzaam als officier van justitie bij het Openbaar Ministerie in Rotterdam en werd hij van 2000 tot 2002 gedetacheerd als senior beleidsadviseur bij het ministerie van Justitie. 
Van 2002 tot 2006 was hij rechter bij de Rechtbank Den Haag. Oskam was van 2006 tot 2012 vicepresident van de Rechtbank Rotterdam, de Rechtbank Gelderland en de Rechtbank Amsterdam. Verder was hij parttime docent op de Politieacademie en de Stichting Studiecentrum Rechtspleging (het opleidingsinstituut van de rechterlijke organisatie) en plaatsvervangend voorzitter van de Commissie van Toezicht van een gevangenis.
Voetbal
Van 1992 tot 2004 was Oskam actief als scheidsrechter in het betaald voetbal. Hij floot tussen 1998 en 2004 in totaal 63 wedstrijden in de Eredivisie. Sinds 2010 bekleedde hij diverse bestuursfuncties binnen de KNVB en de UEFA. 

#### Politieke carrière
Bij de Tweede Kamerverkiezingen 2012 stond Oskam als nummer 10 op de CDA-kandidatenlijst. Hij kreeg 702 voorkeurstemmen. Van 20 september 2012 tot 4 januari 2016 was hij Tweede Kamerlid. Hij was lid van de Parlementaire enquêtecommissie Woningcorporaties.
Burgemeester
Van 4 januari 2016 tot 19 december 2023 was hij burgemeester van Capelle aan den IJssel als opvolger van Frank Koen. Op 18 december 2023 nam hij afscheid als burgemeester van Capelle aan den IJssel. Bij zijn afscheid werd hij benoemd tot ereburger van Capelle aan den IJssel. 
Oskam werd opgevolgd door Cor Lamers, als waarnemend burgemeester van Capelle aan den IJssel.
Griffier
Op 4 december 2023 werd Oskam door het presidium van de Tweede Kamer voorgedragen als griffier van de Tweede Kamer. De Tweede Kamer heeft op 12 december van dat jaar ingestemd met de voordracht. Op 19 december van dat jaar is hij hiervoor beëdigd. Hij is het eerste voormalige Tweede Kamerlid dat deze functie vervult.

#### Persoonlijk
Oskam is getrouwd en heeft zes kinderen.
- Parlement.com: vj0acde4vrpx